# لوگروسان
لوگروسان (به اسپانیایی: Logrosán) یک منطقهٔ مسکونی در اسپانیا است که در استان کاسرس واقع شده‌است. لوگروسان ۳۶۵٫۳ کیلومتر مربع مساحت دارد ۴۷۷ متر بالاتر از سطح دریا واقع شده‌است.